# 태국의 정당
태국의 정당은 다당제 내에서 여러 가지 정당들이 있다.

## 여당
- 국민국가세력당
- 타이자랑당
- 민주당
- 타이나라발전당
- 태국전력당
- 고장세력당
- 신경제당
- 나라발전당

## 야당
- 프아타이당
- 전진당
- 타이자유당
- 국가당
- 나라당
- 타이만인세력당
- 타이개화당

## 같이 보기
- 태국의 정치